# Sloveniens riksvapen
Sloveniens riksvapen består av en blå sköld med en röd ram. På vapnet finns en stiliserad bild av berget Triglav i vitt. Under Triglav finns två vågformade linjer i blått som representerar havet och floderna och över Triglav finns tre gyllene sex-uddade stjärnor som formar en triangel. Stjärnorna är tagna från vapnet för grevarna av Celje. Den moderna utformningen av statsvapnet gjordes av formgivaren Marko Pogačnik.

## Historia
Motivet av havet och berget Triglav fanns även med på statsvapnet för Socialistiska republiken Slovenien, en av de sex delrepubliker som utgjorde Jugoslavien. Det dåvarande emblemet var omgivet av vete och lindblad och hade en röd stjärna i toppen.